# Oroqen

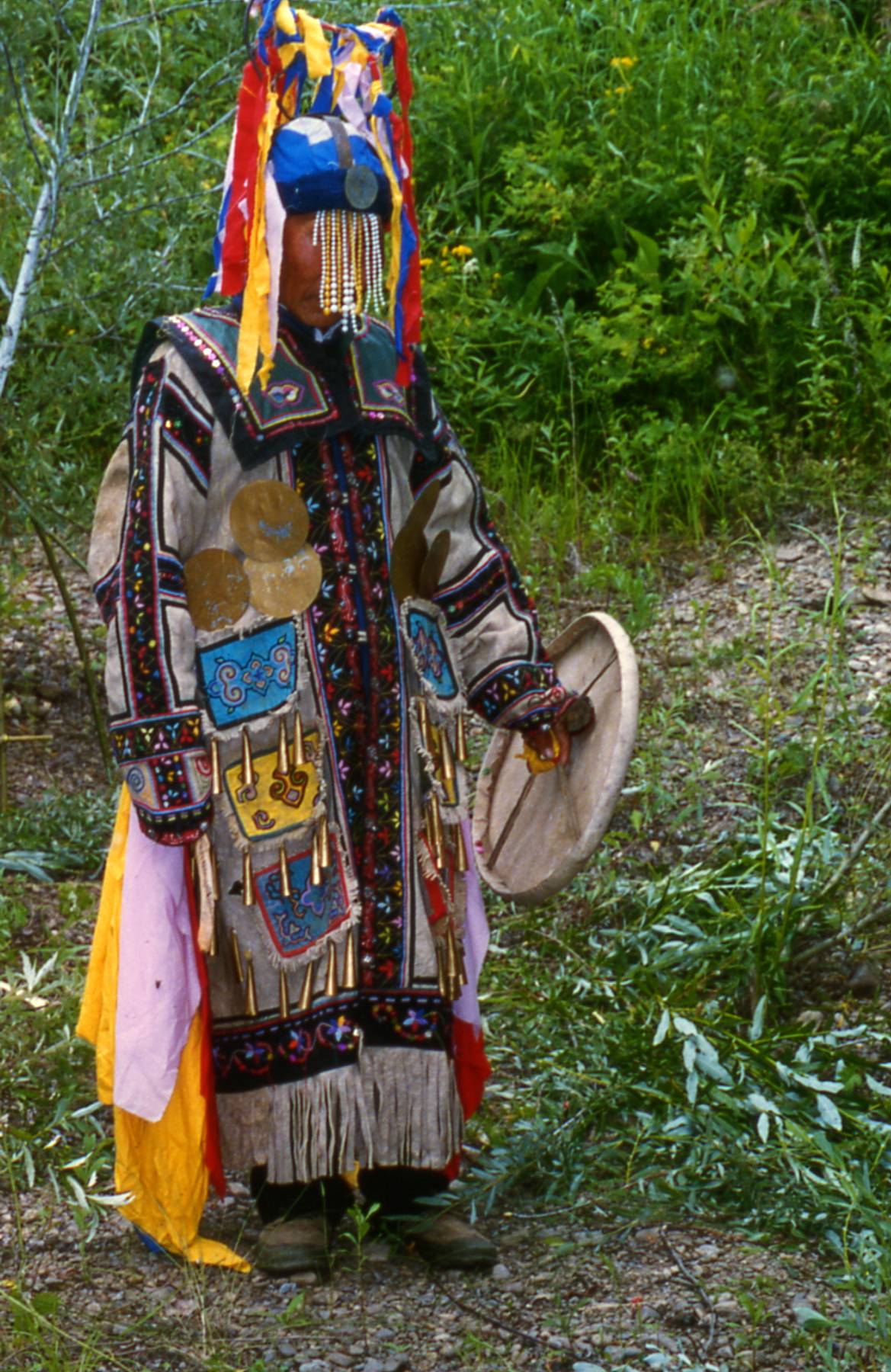
Chuonnasuan (1927-2000), de laatste sjamaan van de Oroqen, foto genomen door Richard Noll in juli 1994 in Mantsjoerije vlak bij de Amoergrens tussen China en Rusland (Siberië).
Sjamanisme bij de Oroqen is nu verdwenen

De Oroqen zijn een etnische groep in Noord-China. Ze vormen een van de 56 etnische groepen die officieel zijn erkend door de Volksrepubliek China. Ze stammen af van de Kitan en leven voornamelijk in Binnen-Mongolië (vooral in de stad Hulun Buir) en langs de rivier de Heilongjiang (Amoer). Bij de laatste volkstelling van 2000 werden 8.196 van hen geregistreerd.
De Oroqen zijn voornamelijk jagers en het is gewoon voor hen om dierenhuiden en bont te gebruiken voor kleding. Veel van hen hebben echter de jacht opgegeven in reactie op wetten die de wilde dieren moeten beschermen binnen de Volksrepubliek China. De regering heeft naar verluidt gezorgd voor moderne behuizingen voor degenen die het traditionele leven opgeven. De Oroqen worden door een eigen afgevaardigde vertegenwoordigd in het Nationaal Volkscongres.
Achang · Akha · Bai · Baima · Blang (Bulong) · Bonan · Buyi · Dai · Daur · De'ang · Dong · Dongxiang · Drung · Evenken · Gaoshan (Taiwanese aboriginals) · Gelao · Gin (Vietnamezen) · Han · Hani · Hlai (Li) · Hui · Jingpo · Jino · Kazachen · Kirgiezen · Koreanen · Lahu · Lhoba · Lisu · Mantsjoes · Maonan · Miao (Hmong) · Mongolen · Monpa (Menba) · Mulam (Mulao) · Nanai (Hezhe) · Naxi · Nu · Oeigoeren · Oezbeken · Oroqen · Pumi · Qiang · Russen · Salar · She · Sui · Tadzjieken · Tataren · Tibetanen (Zang) · Tu · Tujia · Wa (Va) · Yao · Yi · Yugur · Xibe · Zhuang